# Арбат (Вірменія)
Арбат (вірм. Արբաթ) — село в марзі Арарат, у центрі Вірменії. Село розташоване за 6 км на південний захід від околиць Єревану, за 2 км на північний захід від села Азаташен, за 3 км на південний захід від села Геханіст та за 2 км на схід від села Аревашат сусіднього марзу Армавір. За 1 км на північ від села розташований міжнародний аеропорт «Звартноц».